# Hot Shots! Der zweite Versuch
Hot Shots! Der zweite Versuch ist eine US-amerikanische Parodie von Regisseur Jim Abrahams aus dem Jahr 1993 und die Fortsetzung des Films Hot Shots! – Die Mutter aller Filme aus dem Jahr 1991.

## Handlung
Ein US-Sondereinsatzkommando schleicht sich eines Nachts in das Anwesen von Saddam Hussein zu einem dortgelegenen Gefangenenlager im Irak ein, um ein Befreiungskommando zu befreien, das die bei der Operation Desert Storm in Gefangenschaft geratenen Soldaten befreien sollte, sowie Hussein zu eliminieren. Dieser eliminiert sich beinahe selbst, weil er im Eifer des Gefechts mit dem Gesicht in eine Hochspannungs-Insektenfalle gerät, die ihm in selbiges ein schönes Grillmuster einbrennt. Das Team wird gefangen genommen, unter anderem, weil Commander Harbinger seinen Posten verlassen hat. Im Weißen Haus wird wegen des erneuten Scheiterns der Mission Sabotage vermutet. Der an höchster Stelle verantwortliche Colonel Walters will deswegen seinen besten Mann reaktivieren. Topper Harley, der in einem thailändischen Kloster lebt, erteilt sowohl CIA-Agentin Michelle Huddelston als auch ihm eine Absage, da er dem Krieg abgeschworen hat.
Erst als Walters im Fernsehen medienwirksam vorgeführt wird, befürchtet Topper Stromfolter für seinen Chef, die stattfindet, aber nur einen Stromausfall in Bagdad verursacht. Kein Geständnis, sondern nur Popcorn kommt aus seinem Mund. Er ist abgehärtet, da er zweimal verheiratet war. Besorgt erscheint Topper Harley auf einer Veranstaltung im Weißen Haus und bietet Tug Benson, dem Präsidenten der Vereinigten Staaten an, bei der nächsten Mission dabei zu sein. Danach trifft er auf Michelle Huddelston und verbringt die Nacht mit ihr, doch wird er immer noch von seinen Erinnerungen an seine große Liebe Ramada geplagt, die urplötzlich und ohne Grund aus seinem Leben verschwunden war.
Am nächsten Morgen fliegt Topper zum Camp des Befreiungskommandos im Irak, bestehend aus Commander Arvid Harbinger, Nachrichtenoffizier Williams und dem Sprengstoffexperten Rabinowitz. Nach dem Fallschirmabsprung ins feindliche Gebiet wird Topper Harley irrtümlich vom örtlichen Fremdenführer angegriffen, der die Truppe zum Gefangenenlager geleiten soll und sich nach Abnahme der Vermummung als die verschollene Ramada herausstellt. Topper ist schockiert, als er erfährt, dass Ramada lange vor ihrer Liaison bereits mit Dexter Hayman verheiratet war. Dieser galt allerdings seit dem Irakkrieg als verschollen. Um ihn aufzuspüren, beteiligte sie sich heimlich an der Mission. 
Die Gruppe tarnt sich auf den Weg ins Gefangenenlager als Flussfischer, werden jedoch von einem Patrouillenboot kontrolliert und, nachdem die als Mann verkleidete Ramada die Damentoilette benutzt, als Travestiten unter Feuer genommen. Toppers Leute retten sich an Land, während er trotz des Beschusses das Patrouillenboot mithilfe einer Handgranate zur Explosion bringt, kopfüber auf dem Luftweg nachkommt und sich wie ein Zaunpfahl in die Erde bohrt. Nachdem er aus dem Erdreich befreit wurde, beschuldigt er Harbinger der Fahnenflucht, was dieser aber entschieden zurückweist. Da die Kommunikation mit dem Hauptquartier abbricht und Präsident Benson die Nachricht erhält, dass das Fischerboot explodiert ist, macht er sich persönlich mit einer Kommandotruppe in den Irak auf. Währenddessen aber gelingt es Topper und den anderen, zum Gefangenenlager zu kommen; dort befreien sie Walters und die bereits gefangenen Soldaten und Kommandos aus einer Gefängniszelle, deren Gitterstäbe soweit auseinander standen, dass man dazwischen durch spazieren konnte, durch Einsatz von absurden Waffen und anschließendem wilden Feuergefecht. Dabei stellt sich auch heraus, dass Harbinger zwar der Saboteur ist, jedoch bei Konfrontation mit dieser Tatsache weinend gesteht, dass das jahrelange Töten ihn in eine psychische Krise geführt hat. Topper schafft es, bei ihm mit gutem Zureden und einem großen Taschentuch diese Krise zu bewältigen und erneut Kriegsbegeisterung zu entwickeln, was den Gegner massiv dezimiert und beiden die Flucht ermöglicht. Allerdings wird Dexter Hayman im Palast gefangengehalten, und daher bricht Topper dorthin auf, während die befreiten Soldaten zum Evakuierungspunkt aufbrechen.
Topper dringt in den Palast ein, trifft dort auf Saddam, beginnt einen Schwertkampf mit ihm, wo er im Verlauf dieses Kampfes mangels eines Schwertes erst ein Funktelefon mit ausgezogener Antenne zur Verteidigung nehmen, dann aber die Flucht ergreifen muss. Zum Glück kommt Präsident Benson dazu und diesem gelingt es dank seiner superstabilen künstlichen Körperteile, nicht nur alle Angriffe abzuwehren, sondern auch Saddam und dessen Hündchen mit Hilfe eines Feuerlöschers zu vereisen und in tausend Eisstücke zu zerschmettern. Doch die Stücke schmelzen durch die Hitze des Kaminfeuers, fließen unter Bildung eines absurden Mischwesens wieder zusammen und nehmen die Verfolgung der Flüchtigen inklusive des inzwischen befreiten Dexter auf.
Als alle außer Topper und Dexter am Treffpunkt ankommen, verlangt Michelle den sofortigen Abflug, doch Ramada verweigert dies. Es stellt sich heraus, dass die beiden eigentlich Freundinnen waren, doch ist Michelle mit den Jahren grundlos eifersüchtig auf Ramada geworden, hat die Missionen an die Iraker verraten, damit Dexter niemals freikäme und Ramada darunter leiden sollte. Ramada enttarnt und verhaftet Michelle als Verräterin, und als Topper mit Dexter eintrifft, gestehen sich die beiden doch noch ihre Liebe ein. 
Dexter will von dem herzlichen Moment ein Foto für die Boulevardpresse machen, stürzt aber bei dem Versuch die Klippen hinunter. Schließlich trifft noch Benson ein, und die Rettungstruppe kann abheben. Saddam, der im letzten Moment noch versucht, den Hubschrauber mit einer Panzerfaust abzuschießen, findet durch abgeworfenen Ballast in Form eines Klaviers sein verdientes Ende, und Topper und Ramada können sich auf dem Rückweg in die Heimat endlich ihrer Liebe widmen.

## Hintergrund
Wie bereits bei Hot Shots! – Die Mutter aller Filme ist auch die Fortsetzung in erster Linie eine lose Folge von Parodien bekannter Filme. Diesmal wurden insbesondere Rambo 2 – Der Auftrag und Rocky als Inspiration genutzt, an deren Plot sich auch die Handlung orientiert. Richard Crenna parodiert in diesem Film seine eigene Rolle in den Rambo-Filmen, in denen er mitgewirkt hat. Filme wie Phantom-Kommando, Apocalypse Now und Predator dienten ebenfalls als Vorlage. Die Szene, als bei der Geiselbefreiung Harbinger und Topper gleichzeitig zwei Iraker niederstrecken und sich anschließend angrinsen, ist dem John-Wayne-Western Die Gewaltigen entlehnt.
Hot Shots 2 zeigt unter anderem Anspielungen auf die folgenden Filme:
- Der Pate Teil 1 – Die Szene beim Italiener (im Hintergrund sieht man Michael Corleone beim Gespräch im Restaurant).
- Rambo 3 – Kampfszene am Anfang und das Leben bei den Mönchen
- Rambo 2 – Großteil der Handlung
- Karate Tiger 3 – Der Kickboxer – Kampfszene (bandagierte Hände / Gummibärchen – Liebesperlen)
- Susi und Strolch – Szene beim Italiener
- Casablanca – Szene auf dem Bahnhof, als Ramada Topper versetzt, und viele Dialoge zwischen ihnen
- Robin Hood – König der Diebe – Kameraperspektive bei Abschuss eines Huhns mit einem Bogen
- Star Wars – Lichtschwertduell zwischen Saddam und Präsident Benson
- Terminator 2 – Tag der Abrechnung – Zerbrechen von Saddam und seinem Hund und anschließendes Schmelzen und Wiederzusammenfließen
- Der Zauberer von Oz – Saddams Verschwinden, nachdem er von einem Flügel erschlagen worden ist
- Airborne – Flügel aus Stahl – Flug in die Sonne in der Abschlussszene
- Basic Instinct – Szenen zwischen Michelle und Topper, bevor sie im Irak ankommen
- No Way Out – Es gibt kein Zurück  – Liebesszene zwischen Michelle und Topper in der Limousine sowie die Empfangsszene zum US-amerikanischen Nationalfeiertag
- Die Kanonen von Navarone – In der originalen englischen Version von Hot Shots entsprechen Teile des Skripts um das Auftauchen des Patrouillenbootes ähnlichen Szenen aus diesem Film. Ebenso spielt die Szene, als Arvid Harbinger (Miguel Ferrer) nach zwischenzeitlicher Kriegsmüdigkeit „genesen“, sagt „Ich kann wieder töten“, auf die Szene des Originals an, an dem Schlächter Brown, gespielt von Stanley Baker, meint, er wolle wieder dazugehören. Capt. Mallory (Gregory Peck) hatte ihn zuvor dafür kritisiert, dass er bei dem Zwischenfall mit dem Patrouillenboot nicht in der Lage gewesen sei, kaltblütig zu töten und seinen Auftrag zu erfüllen.
- Das Dschungelbuch – Das Zurückschnellen der Schlange im Dschungel, als Topper sie loslässt
- RoboCop und Total Recall – Die totale Erinnerung, die hier von Hot Shots 2 als die blutigsten Filme aller Zeiten „abgelöst“ werden
- Walt Disneys Pinocchio – Ein untergetauchter Kriegsgefangener ruft im Original unter Wasser gurgelnd nach Gepetto[1]

Es kommt auf einem Fluss zu einer Begegnung zwischen Topper Harley alias Charlie Sheen mit dessen Vater Martin Sheen. Dieser parodiert mit dem Text und dem Boot den Film Apocalypse Now, in welchem er die Hauptrolle spielte, Charlie Sheen tut das gleiche mit seiner Rolle aus Platoon. Sie beglückwünschen sich gegenseitig zu den schauspielerischen Leistungen des jeweils anderen in Wall Street.
Während Toppers Erinnerungsszene, die im Vordergrund Susi und Strolch parodiert, ist im Hintergrund die folgende Szene zu sehen: Am Tisch im selben italienischen Restaurant sitzen Captain McCluskey, Virgil Solozzo und Michael Corleone zusammen. Dann entschuldigt sich Michael, um auf die Toilette zu gehen. Es ist eine Anspielung auf eine berühmte Szene aus Der Pate.
Während des Abspanns erscheinen gelegentlich Texte wie z. B. „Lustige Tatsache: Der Schauspieler Richard Crenna hat die Tartar-Sauce erfunden“.
Bob Vila hat einen Cameo-Auftritt als Handwerker.
Ryan Stiles hatte auch schon einen Auftritt im ersten Teil. Dort spielte er den Piloten „Mailman“, bis auf eine Szene am Ende des Films war sein Gesicht aber von einer Maske verdeckt.

## Synchronisation
Die deutsche Synchronbearbeitung fertigte die Berliner Synchron Wenzel Lüdecke GmbH an. Arne Elsholtz führte Synchronregie und verfasste das Dialogbuch.
| Rolle                   | Darsteller     | Synchronsprecher   |
| ----------------------- | -------------- | ------------------ |
| Sean „Topper“ Harley    | Charlie Sheen  | Arne Elsholtz      |
| Präsident Thomas Benson | Lloyd Bridges  | Edgar Ott          |
| Ramada Hayman           | Valeria Golino | Maud Ackermann     |
| Arvid Harbinger         | Miguel Ferrer  | Thomas Danneberg   |
| Denton Walters          | Richard Crenna | Klaus Piontek      |
| Dexter Hayman           | Rowan Atkinson | Michael Christian  |
| Michelle Huddleston     | Brenda Bakke   | Franziska Pigulla  |
| Rabinowitz              | Ryan Stiles    | Manfred Lehmann    |
| Williams                | Michael Colyar | Torsten Michaelis  |
| Benjamin L. Willard     | Martin Sheen   | Christian Brückner |
| Saddam Hussein          | Jerry Haleva   | Wolfgang Kühne     |

## Kritiken
Hot Shots 2 konnte nicht an den Erfolg des Vorgängerfilms anknüpfen. Dies gilt zum einen hinsichtlich des Einspielergebnisses von weltweit knapp 134 Millionen US-Dollar, aber auch in Bezug auf die Reaktionen der Filmkritiker, die überwiegend von einem weniger gelungenen Abklatsch gesprochen haben.
Roger Ebert schrieb in der Chicago Sun-Times vom 21. Mai 1993, dass man als Zuschauer der Parodien anderer Filme entweder lacht oder nicht, er habe gelacht. Ebert meinte jedoch, die anderen Filme des Regisseurs Jim Abrahams wie Die unglaubliche Reise in einem verrückten Flugzeug oder Top Secret! seien gelungener.

„Das erfolgreiche, wenngleich etwas ziellose Gag-Feuerwerk „Hot Shots“ wird mit derselben Besetzung und ähnlichen Mitteln fortgesetzt. [...] Nach bewährtem Rezept abgespult, diesmal sogar mit etwas wie einem Spannungsbogen, in der Qualität der Gags freilich sehr unterschiedlich.“

„In der Fortsetzung seines Kinohits erhöht Jim Abrahams noch einmal deutlich die Schlagzahl. Unter zehn Gags pro Sekunde geht nichts. Mit seinen vielen Kinozitaten ist dieser Klamauk das ausuferndste Filmquiz aller Zeiten. Fazit: Ein Gag-Dauerfeuer für Kinoverrückte.“

Die Filmbewertungsstelle Wiesbaden verlieh der Produktion das Prädikat „wertvoll“.

## Auszeichnungen
- 1994: Goldene Leinwand